# 池末信
池末 信（いけすえ しん、1966年11月2日 - ）は、日本の男性ゴスペル歌手、作曲家、編曲家、ボイストレーナー、ゴスペルディレクター、音楽プロデューサー。

## 略歴
バークリー音楽大学映画音楽科にて作曲、編曲、指揮法等を学び卒業後、1991年に帰国。 
1996年東京スクールオブミュージック（SOM）&ダンス専門学校、1998年福岡SOM専門学校、大阪SOM専門学校、2002年名古屋コミュニケーションアート専門学校、2007年仙台コミュニケーションアート専門学校、2012年札幌SOM専門学校副校長就任。 
作・編曲家としては、ゴダイゴ、mink等への編曲・楽曲提供をしている。 
教育者としては国内外のボイストレーナーとの交流から、様々な手法を取り入れ研究している。
自らが代表を務めるゴスペルグループ・THE SOULMATICSは、ミッキー吉野、ゴダイゴ、五木ひろし、長渕剛、平井堅、KinKi Kids、三代目 J SOUL BROTHERS from EXILE TRIBE、Superfly、伊藤由奈、鈴木雅之、水樹奈々、加藤ミリヤ、福原美穂、いきものがかり、DOBERMAN INFINITYのツアーやレコーディングに参加、海外のSHINee、INFINITEのレコーディングにてボーカルディレクションも担当。 中国の日本大使館からの出演オファーやNYアポロ・シアター（2006年に東洋人で初めてメインゲストとして公演）でメインゲストとして出演、 ミュージカル「レント」・「ビューティフル」にも出演。現代ゴスペルを200曲以上レパートリーに持ち、「黒人の声を持つ新しい日本人のグループ」として高く評価されている。全国の中学校、高等学校で芸術鑑賞会をライフワークとしており、年間30校以上の学校でコンサートやレクチャーを行っている。

## 楽曲提供
- 「Bring it on 〜新しい世界へ〜」 - mink、アルバム『e+motion』収録曲、Shin Ikesue名義で作曲を担当。

## 関連
- ドラマティック・ディズニーシー - 東京ディズニーシーで2004年に開催されたイベント。「池末信&THE SOULMATICS」として10月15日と翌16日にステージ出演し、ゴスペルアレンジのディスニーソングやイベントテーマソングを歌っている。